# Hedera iberica
Hedera iberica là một loài thực vật có hoa trong Họ Cuồng cuồng. Loài này được (McAll.) Ackerf. & J.Wen mô tả khoa học đầu tiên năm 2002.